# Maurice Whitfield
Maurice Lamar Whitfield (Filadelfia, 29 marzo 1973) è un ex cestista statunitense naturalizzato ceco.
Alto 186 cm, gioca come guardia.

## Carriera
Nel 2007 è stato convocato per gli Europei in Spagna con la maglia della nazionale della Repubblica Ceca.

## Palmarès
- Campionato ceco: 3

ČEZ Nymburk: 2003-04, 2004-05, 2005-06
- Coppa della Repubblica Ceca: 3

Mlékárna Kunín: 2002
ČEZ Nymburk: 2004, 2005